# 광동 암 학술상
광동 암 학술상은 한 해 동안 SCI 저널에 발표된 논문 중 뛰어난 연구성과를 인정받은 연구자에게 시상할 목적으로 대한암학회과 광동제약이 2012년에 공동으로 제정한 학술상이다.

## 역대 수상자
- 2012년 1회 고영혜 교수(삼성서울병원 병리과), 박숙련 박사(국립암센터 내과),이미가엘 교수(인천대 생명과학부)
- 2014년 3회 강윤구 교수(울산대학교 의과대학 내과), 김호근 교수(연세대학교 의과대학 병리학교실), 임석아 교수(서울대학교 의과대학 내과)
- 2015년 4회[1]
  - 기초의학부문: 온코진(Oncogene;IF 8.559)에 논문 'Novel fusion transcripts in human gastric cancer revealed by transcriptome analysis'를 게재한 서울대 의대 김태유 교수
  - 임상의학부문: Medicine(Baltimore)(IF 4.867)에 논문 'Stereotactic Body Radiation Therapy for Prostate Cancer Patients with Old Age or Medical Comorbidity A 5-year Follow-Up of an Investigational Study'를 게재한 가톨릭의대 이종훈 교수
  - Medicine (Baltimore)(IF 4.867)에 논문 'Prevalence of and Factors Influencing Impaired Glucose Tolerance Among Hepatitis B Carriers A Nationwide Cross-Sectional Study in the Republic of Korea'를 발표한 국립암센터 전재관 박사
- 2016년 5회 
  - 본상 서울대 의대 내과 방영주 교수, 삼성서울병원 내과 박근칠 교수, 가톨릭관동대 예방의학교실 이상욱 교수, 국립암센터 암등록사업과 원영주 박사[2]
  - 임상의학 부문 서울의대 방영주 교수, 삼성서울병원 박근칠 교수
  - 기초의학 부문 가톨릭관동대 이상욱 교수, 국립암센터 원영주 박사
- 2017년 6회 김정선 국립암센터 암역학연구과 교수, 이혁 삼성서울병원 소화기내과 교수, 임명철 국립암센터 산부인과 교수